# マハーバーラタの構成
マハーバーラタの構成は、マハーバーラタの主要な巻が18巻、それを細分した小さな巻が約100編からなる。
以下の編・章の分類はバンダルカル東洋研究所[[:en:Bhandarkar Oriental Research Institute|（英語）]]の批判版（いわゆるプーナ批判版）によった。（したがってGanguli（英語）の版やDutt（英語）の版によった英語版Wikipediaのmahabharataとは編・章が異なる。）
各編の題は原則として上村勝彦訳

によったが、読みやすくするため意訳的に上村が補足した語は、（）内に入れた。
ただし上村の批判版日本語訳は、8巻カルナの巻までなので、以後の批判版の後半部を読むにはDebroy（英語）の批判版英訳を入手せねばならない。（サンスクリットを読めればネットで読める。）
一方19世紀の英訳である Ganguli の版は、グーテンベルグプロジェクトなど、ネット上に公開され無料で読める利点があるので、その章数を ( ) 内に入れた。

## 1 最初の巻
前置きが長く、本筋は91章からはじまる。パーンドゥ王に5王子が生まれる。ユディシュティラ、ビーマ、アルジュナ、ナクラ、サハデーヴァ。いとこのドゥルヨーダナが敵役。

### 1 筋書き
吟誦詩人ウグラシュラヴァスが森で聖仙たちに語る。聖仙ヴィヤーサがまとめたマハーバーラタの物語。

### 2 各巻の要約
物語の全体の要約。

### 3 パウシャ王
導入部は主人公5王子の曾孫の、ジャナメージャヤ王の時代の話。
奪われたパウシャ王妃の指輪を聖者ウッタンカが取り戻す。

### 4 プローマン 4-12 (4-12)
ブリグの家系の物語。最後にジャナメージャヤ王の蛇供犠の話になる。

### 5 アースティーカ 13-53 (13-58)
ジャナメージャヤ王は父パリクシットが蛇に殺されたため、蛇を絶滅させようと蛇供犠を行う。正しい蛇を救うため、アースティーカがそれをやめさせた。
14-30 (15-34)  
この部分は乳海攪拌、鳥王ガルダの冒険などの神話。
以上までが5王子の曾孫の時代のエピソード。

### 6 （最初の家系の）降下 54-58 (59-64)
ここからがマハーバーラタの本筋。蛇供犠の場で、作者ヴィヤーサに代わって弟子のヴァイシャンパーヤナがジャナメージャヤ王に語る。この形式が最終18巻まで続く。

### 7 起源 60-123 (65-135)
この編から本当にマハーバーラタが始まる。
62-69 (69-74) 
シャクンタラー姫は王に捨てられそうになった。その子がバーラタで、バーラタ族の先祖。
160-163 (173-176)章の挿話によればバーラタの孫がクルで、その子孫をクル族と呼ぶ。
70-90 (75-93)
時代がさかのぼり、人間の祖マヌの子孫ヤヤーティの話。長子の子孫がヤドゥ族、末子の子孫がバーラタ族になる。
91-95 (95-101)
主人公たちの時代の本筋が始まる。クル王の孫シャンタヌ王とガンガー女神の子がビーシュマ。ビーシュマは王位継承権を放棄。シャンタヌ王はサティヤヴァティーと再婚。
96-98 (102-104)  
シャンタヌ王とサティヤヴァティーの2人の子は、どちらも子を残さず死に、2人の王妃が残された。
99-103 (105-110)
パーンドウ王の誕生。
マハーバーラタの作者、聖仙ヴィヤーサが登場人物になり、2人の王妃に子を生ませる。ドリタラーシトラとパーンドゥ。パーンドゥが即位。
104 (111) のちにパーンドゥ王妃となるクンティーは、処女時に太陽神の子カルナを生んだ。カルナは生まれながら耳輪と鎧をつけていて、川に捨てられた。
107 (115) 
ドリタラーシトラと妻ガーンダーリーの間に長子ドゥルヨーダナと100王子が生まれた。
114-120 (123-129)
パーンドゥ王妃となったクンティーはマントラをとなえて妊娠出産、5王子（ユディシュティラ、ビーマ、アルジュナ、ナクラ、サハデーヴァ）を育てる。パーンドゥ王が死に、ドリタラーシトラが即位。
119 (128) 
ドゥルヨーダナら100兄弟はパーンドゥ家5王子の能力を憎む。
121-122 (131-132) 
聖仙ヴァラドゥヴァージャの精液から武術師範のドローナが生まれた。

### 8 ラックの家（の火災） 124-138 (136-153)
5王子の放浪（以後198章まで）のはじまり。
124-127 (136-139)
御前試合にカルナが登場し、アルジュナと同じ弓術技を見せた。ドゥルヨーダナはカルナをアンガ国王にする。感激したカルナは以後ドゥルヨーダナに従う。
129-137 (143-152)
ドゥルヨーダナは5王子を焼き殺そうと、ラック(蝋)の家を作り住まわせた。5王子はその家を自ら焼き、地下通路から脱出。

### 9 ヒディンバ殺し 139-142 (154-158)
5王子は放浪。ビーマは羅刹ヒディンバを殺し、その妹ヒティミと結婚。生まれた子がガトートカチャ。

### 10 バカ殺し 143-152 (159-166)
羅刹バカをビーマが殺す。

### 11 チトララタ 153-173 (167-185)
アルジュナはチトララタという半神（ガンダルヴァ）を負かした。
160-173 (173-185)
チトララタの物語。6代前、バーラタの孫にクルが生まれた話など。

### 12 （ドラウパディーの）婿選び式 174-188 (185-194)
パンチャーラ国の弓の大会でアルジュナが優勝し、ドルパダ王の娘ドラウパディーを得た。
母クンティーは供物と間違えて「5人で分けなさい」と言い、5人の共有妻になる。
神クリシュナがヤドゥ族の英雄として登場。

### 13 結婚 189-191 (195-201)
ドルパダ王が祝福。
5王子と妻ドラウパディーの結婚式。

### 14 ヴィドゥラの到着 192-198 (202-208)
賢者ヴィドゥラが使者になり、5王子とクル王家が講和。

### 15 王国の獲得 199 (209)
パーンドゥ5王子はドリタラーシトラ王から国の半分を受け継いだ。

### 16 アルジュナ、森に住む 200-210 (210-220)
201-204 (210-214)
神仙ナーラダが登場。5王子の誰かとドラウパディーが2人だけで部屋にいる時、他の者は入ってはいけないと取り決める。
205-210 (215-220)
ユディシュティラとドラウパディーが2人だけでいる部屋にアルジュナが入ってしまったので、罰として12年間森に住む。

### 17 スバドラーの掠奪 211-212 (221-222)
クリシュナの妹スバドラーを、アルジュナはクリシュナの了解下に掠奪。

### 18 結婚の贈物 213 (223)
12年がすぎ、アルジュナが帰る。アルジュナとスバドラーが結婚。息子アビマニユが生まれる。

### 19 カーンダヴァ森炎上 214-225 (224-236)
バラモンに扮した火神アグニの要望で森を焼く。アルジュナは阿修羅マヤを救った。

## 2 集会の巻
5王子の長男ユディシュティラの統治。
この巻の後半で、ユディシュティラが賭博にさそわれて負け、それが以後の物語へ発展する。

### 1 集会場 1-11 (1-12)
マヤはお礼に14ヶ月かけて集会場を造った。

#### 5-11 (5-12) 守護者の祝辞
Ganguli版、Dutt版はここを独立編とする。集会場にナーラダ仙があらわれ、王の政策を説き、ラージャスーヤ（皇帝即位式）をすすめる。

### 2 協議 12-17 (13-19)
マガダ国のジャラーサンダ王は悪人だから殺すべきとクリシュナは言う。

### 3 ジャラーサンダ殺し 18-22 (20-24)
ジャラーサンダ王をビーマが14日間の戦いの末に殺した。

### 4 世界制覇 23-29 (25-31)
4人の弟たちが4方向へ帝国を拡大。

### 5 ラージャスーヤ祭 30-32 (32-34)
皇帝即位式。

### 6 引出物の授与 33-36 (35-38)
世界から訪問者が来るが、チェーディ国王シシュパーラが敵対する。

### 7 シシュパーラ殺し 37-42 (39-44)
クリシュナは無礼なシシュパーラ王を殺す。

### 8 賭博 43-65 (45-72)
ユディシュティラはさいころ賭博にさそわれ、これが以後の彼らの運命を変える。
ユディシュティラは財産以外に、兄弟と妻まで賭けて負けた。
63-65 (70-72) 
ドリタラーシトラ王のとりなしで、ユディシュティラは一家と財産を回復した。

### 9 第二の賭博 66-72 (73-81)
ユディシュティラは再度賭博に誘われた。また負けて森へ追放。

## 3 森林の巻
この長い巻は、5王子は負けた罰に12年間森で暮らす、と要約できる。

### 1 森林の教え 1-11 (1-10)
バラモンのシャウナカが今後の心掛けを教える。

### 2 キルミーラの殺害 12 (11)
羅刹バカの兄弟キルミーラが復讐にきたため、ビーマが殺す。

### 3 山岳民キラータ 13-42 (12-41)
アルジュナが武器を入手するため旅立つ。

#### アルジュナの旅立ち 13-37 (12-37)
Ganguli版、Dutt版はここを独立編とする。アルジュナは聖地ヒマラヤへ旅立つ。

#### 38-42 (38-41)
アルジュナは山の狩人キラータと戦って歯がたたなかった。それはシヴァ神だった。神々がアルジュナに武器を与える。

### 4 （アルジュナ、）インドラの世界へ行く 43-79 (42-51)
アルジュナは天国へ行き、多くの武器の使い方を学んだ。

#### ナラ王物語 50-78 (52-79)
Ganguli版、Dutt版はここを独立編とする。ナラ王も賭博で王国を奪われ、森にダヤマンティー姫を捨てた（『ナラ王物語』）。

### 5 聖地巡礼 80-153 (80-155)
神仙ナーラダが聖地巡礼を提案し、王子たちは巡礼に出発。
92-140 (94-139) 
聖仙ローマシャの話を聞きながら旅をする。
146-150 (145-156)
ビーマが兄の神猿ハマヌーンに会う。

### 6 ジャタースラ殺し 154 (156)
ビーマがいない間に羅刹ジャタースラがユディシュティラらを誘拐。戻ったビーマはジャタースラを殺す。

### 7 夜叉との戦闘 155-172 (157-175)
ビーマは夜叉たちと戦う。アルジュナが帰った。

#### 戦いの鎧 161-172 (165-175)
Dutt版はここを独立編とする。アルジュナの話。アルジュナは神々の武器を得た。しかし真に必要な時でなければ使ってはならないとナーラダは言う。

### 8 大蛇 173-178 (176-181)
ビーマが大蛇に縛られた。蛇は実はナフシャ王で、天界に帰っていった。

### 9 マールカンデーヤとの会合 179-221 (182-230)
聖仙マールカンデーヤからいろんな話を聞く。
186-189 (189-190)
ユガ（宇宙紀）の終末、輪転。
213-221 (222-230)
女神スワーハーは火神の精液でスカンダ（韋駄天）を生んだ。

### 10 ドラウパディーとサティヤバーマーとの対話 222-223 (231-233)
サティヤバーマはクリシュナの妻。夫婦生活の幸福の方法についての対話。

### 11 牧場視察 224-243 (234-256)
ドゥルヨーダナが様子を見にくる。彼は半神ガンダルヴァに捉えられたが、アルジュナに助けられる。ドゥルヨーダナは恥じて自殺しようとしたが思い直す。

### 12 鹿の夢 244 (257)
鹿の希望を入れて5王子は住処を変える。

### 13 一枡の米 245-247 (258-260)
12年目。聖仙ヴィヤーサの話。隠者ムドガラは自分の食べるものがなくとも客に最上のごちそうをした。

### 14 ドラウパディー強奪 248-283 (261-298)
ドラウパディーをシンドウ国のジャヤドラタ王が誘拐。5王子はドラウパディーを救出。

#### ジャヤドラタ、命をつなぐ 256 (271)
Dutt版ではこれは独立編。ジャヤドラタは復讐を誓う。

#### ラーマの伝説 257-276 (272-291)
Dutt版ではこれは独立編。マールカンデーヤが『ラーマーヤナ』の要約を語る。

#### 偉大な妻 277-283 (292-298)
Ganguli版、Dutt版ではこれは独立編。マールカンデーヤが語る、サーヴィトリーがヤマから夫を取り戻した話。

### 15 耳輪の奪取 284-294 (299-309)
カルナの出生の秘密。インドラ神がカルナの不死身の耳輪と鎧をもらう。かわりにカルナは必殺の（ただし1回しか使えない）槍をもらう。

### 16 火鑽棒 295-299 (310-324)
火きり棒を鹿に奪われ、5王子は夜叉の湖に来る。ユディシュティラは夜叉の124の質問に答え、弟たちを救う。

## 4 ヴィラータ王の巻
5王子は13年目は人に知られぬように暮らさねばならない。それでマツヤ国ヴィラータ王のもとで暮らす。

### 1 ヴィラータ王 1-12 (1-13)
5王子はマツヤ国ヴィラータ王のもとで召使いとして暮らす。

### 2 キーチャカ殺し 13-23 (14-24)
マツヤ国の邪悪な将軍キーチャカがドラウパディーに懸想し、ビーマが復讐に一族ごと殺す。

### 3 牛の略奪 24-62 (25-69)
トリガルタ国とクル国がマツヤ国へ侵入し、牛を略奪。5王子は両国の軍と戦い、牛を取り戻す。

### 4 （アビマニユの）結婚 63-67 (70-72)
追放の期間は終わった。
5王子は正体をあらわす。ヴィラータ王は娘ウッタラーをアルジュナに与え、アルジュナの子アビマニユがウッタラー王女と結婚。

## 5 努力の巻
13年が終わった5王子は、領地を返すようにドゥルヨーダナと交渉。不成立のため開戦。

### 1 努力 1-21 (1-19)
領地返還の交渉使節をクル国に送る。
クリシュナの友サーティヤキはパーンドゥ5王子側につく。

### 2 サンジャヤの使節 22-32 (20-32)
ドリタラーシトラ王からは大臣サンジャヤをユディシュティラへ使節に送る。

### 3 （ドリタラーシトラの）不眠 33-41 (33-40)
ドリタラーシトラはサンジャヤの首尾を心配し不眠。ヴィドゥラの意見を求める。

### 4 サナツジャータ 42-45 (41-46)
ドリタラーシトラはさらにサナツジャータの意見を求める。

### 5 進軍か和平か 46-69 (47-73)
戻ったサンジャヤやドリタラーシトラはドゥルヨーダナに講和を説くが、ドゥルヨーダナは拒否。

### 6 クリシュナの使節 70-137 (74-139)
神であるクリシュナが講和使節として行く。しかしドゥルヨーダナは拒否。
95-121 (97-125) 
カヌヴァ仙やナーラダ仙によるドゥルヨーダナ説得のための挿話。    
インドラの御者マータリの地底界遍歴など。

### 7 カルナとの密談 138-148 (140-150)
クリシュナとクンティーは、カルナは実は5王子の兄だとうちあけ、味方にしようとしたがカルナは拒否。

### 8 進軍 149-152 (151-156)
ドラウパディーの兄ドリシュタデュムナがパーンドゥ5王子側の司令官になる。

### 9 ビーシュマの任命 153-156 (157-160)
クル軍はビーシュマを最高司令官に任命。

### 10 ウルーカの使節 157-160 (161-164)
ドゥルヨーダナから5王子側にウルーカを送り宣戦の挑発。

### 11 戦士と超戦士の列挙 161-169 (165-173)
ビーシュマが戦士たちを列挙する。

### 12 アンバーの物語 170-197 (174-199)
ビーシュマはドルパダの子シカンディンを殺さない。なぜかは1巻96章の話に戻る。乙女アンバーはビーシュマにさらわれたカーシ国王女の一人。ビーシュマを憎んで死んだ。シヴァ神により彼女はドルパダの子シカンディンに生まれ変わった。

## 6 ビーシュマの巻
戦争1-10日め。クル軍の司令官はビーシュマ。10日目にビーシュマが倒れる。

### 1 ジャンブー大陸の創造 1-11 (1-10)
千里眼を与えられたサンジャヤは、以後10巻の戦争終了まで、ドリタラーシトラ王へ戦況の語り手となる。

### 2 地上界 12-13 (11-12)
サンジャヤの地上界の描写。

### 3 バガヴァッド・ギーター 14-40 (13-42)
クリシュナは戦争を前にアルジュナを励ます。これが23-40 (25-42) の『バガヴァッド・ギーター(神の歌)』。

### 4 ビーシュマ殺害 41-117 (43-124)
41-45 (43-49)
戦争1日目。ユディシュティラがビーシュマとドローナに挨拶し、戦闘開始。ビーシュマ対アビマニユ。
46-51 (50-55)
戦争2日目。ビーシュマをアルジュナが攻撃。ドローナ対ドリシュタデュムナ。
52-55 (56-59)
戦争3日目。アルジュナがビーシュマに手加減をするのでクリシュナが激怒。
56-64 (60-68)
戦争4日目。ビーマが棍棒で相手の王子14人を殺した。
65-70 (69-74)
戦争5日目。サーティヤキの10人の息子たちをブーリシュラヴァスが殺す。
71-75 (75-80)
戦争6日目。ドリシュタデュムナは負傷したビーマを保護し、敵を失神させる武器を発射。
76-82 (81-87)
戦争7日目。シカンディンはドローナの子アシュヴァッターマンに敗れる。
83-94 (88-99)
戦争8日目。アルジュナの子イラーヴァットの死。ビーマの子ガトートカチャの幻術とドゥルヨーダナの戦い。
95-103 (100-108)
戦争9日目。夜ビーシュマは自分に勝つ方法を5王子に教える。彼は女の生まれ変わりシカンディンには攻撃しないと。
104-117 (109-124)
戦争10日目。パーンドゥ軍はシカンディンを先頭にビーシュマを攻撃。ビーシュマは無数の矢で射られ、戦車から落ちる。矢が身体中にささったままビーシュマは横たわる。

## 7 ドローナの巻
戦争11-15日目。ビーシュマのかわりにドローナがクル軍司令官。15日目、ドローナ死す。

### 1 ドローナの軍司令官就任 1-15 (1-16)
11日め、ドゥルヨーダナはドローナを軍司令官に任命。

### 2 特攻隊の殺戮 16-31 (17-32)
12日め、特攻隊がユディシュティラを生け捕りにしようとするが、アルジュナが阻む。

### 3 アビマニユの死 32-51 (33-71)
13日め、アルジュナの子アビマニユは敵陣に入り、クル軍に取り囲まれて殺された。パーンドウ軍が救出しようとしたがジャヤドラタに阻まれた。

### 4 誓約 52-60 (72-84)
アルジュナは息子の復讐をするべく、明日の日没までにジャヤドラタを殺すと誓約。 

### 5 ジャヤドラタの死 61-121 (85-151)
14日め、アルジュナはクル軍中へ突入。アルジュナが戻ってこない。
85-100 (109-122)
サーティヤキもアルジュナを追いクル軍中へ。
102-114 (124-136)
ビーマもアルジュナを追いクル軍中へ。ビーマとドローナ、カルナの戦い。
120-121 (150-151)
夕方アルジュナはジャヤドラタを見つけて殺した。

### 6 ガトートカチャの死 122-154 (152-179)
戦いは続き、夜戦になる。
148-154 (173-179)
クリシュナの策で、ビーマの子ガトートカチャがカルナに挑戦する。カルナが1度だけ使える最強兵器、インドラの槍を受けてガトートカチャは死ぬ。

### 7 ドローナの死 155-165 (180-195)
15日め、「アシュヴァッターマンが殺された」と聞いたドローナは、息子の死の情報に意気消沈し、ドリシュタディムナに殺される。

### 8 ナーラーヤナの武器の発射 166-173 (196-203)
ドローナの子アシュヴァッターマンは生きており、ナーラーヤナの武器を発射する。クリシュナは武器放棄を指示。彼の言うとおり、ナーラーヤナは武器を持たないものは攻撃しなかった。

## 8 カルナの巻
16,17日目。ドローナのかわりにクル軍司令官はカルナ。上村訳はこの巻の49章まで。批判版ではこの巻は単一の編からなる。

### 1 カルナ 1-69 (1-96)
カルナの司令官就任と死。
(1-30)
16日め。クル軍司令官はカルナ。
(31-45)
17日め。カルナはマドラ王シャリヤを御者に指名した。

#### カルナの死 (57-96)
Dutt版はここを独立編としている。
(66-71)
ユディシュティラとアルジュナのいさかい。
(86-96)
アルジュナとカルナの戦い。カルナの戦車の車輪が土にめりこみ抜けず、アルジュナの矢でカルナは死んだ。

## 9 シャリヤの巻
18日目、カルナのかわりにクル軍司令官はシャリヤ。この日シャリヤ死す。戦争はほぼ終わった。

### 1 シャリヤの死 1-16 (1-22)
18日め、クル軍司令官はマドラ国王シャリヤ。
ユディシュティラの槍がシャリヤを殺す。

### 2 湖に入る 17-28 (23-29)
将軍たちを失ったドゥルヨーダナは、逃亡し湖に隠れる。

### 3 サラスヴァティー 29-53 (30-54)
29-32 (30-34) ドゥルヨーダナが湖に隠れているのを5兄弟は見つけ、決闘へ。
33-53 (35-54)   クリシュナの兄バララーマがサラスヴァティー河へ巡礼をしてきた。その挿話。

### 4 棍棒合戦 54-64 (55-65)
ドゥルヨーダナの左腿をビーマが棍棒で砕いて倒す。下半身への攻撃は反則だとバララーマは非難する。戦争はほぼ終了。クル軍に残った戦闘可能な戦士は3人。

## 10 眠る戦士の殺戮の巻
18日目の夜、ドローナの子アシュヴァッターマンが夜襲をし、終戦。

### 1 眠る（戦士の殺戮） 1-9 (1-9)
生き残りのアシュヴァッターマンら3人がパーンドゥ軍を夜襲。
5王子側の生き残った戦士は5王子とクリシュナ、サーティヤキのみ。
ドゥルヨーダナは夜襲成功の報告を聞いて満足して死んだ。

### 2 （恐怖の兵器）アイシーカ 10-18 (10-18)
アシュヴァッターマンは武器ブラフマシラスを放ち、5王子の子孫を絶つ。アシュヴァッターマンは3000年地球をさまよう呪いをクリシュナから受けて去る。

## 11 女性の巻
戦争は終わった。以後は後日談。この巻は女たちの嘆きと呪い。

### 1 慰め 1-8 (1-9)
ドリタラーシトラ王は死のうとするが、ヴィドゥラとヴィヤーサが慰める。

### 2 女性 9-25 (10-25)
女たちの悲しみ。ガーンダーリー妃はクリシュナを呪う。36年後に彼の部族は滅びるだろうと。

### 3 祖霊祭 26 (26)
遺体は火葬され、祖霊祭がされた。

### 4 水を与える 27 (27)
カルナは兄だったとクンティーが5王子に打ち明けた。水供犠を行う。

## 12 寂静の巻
戦争の後日談だが、マハーバーラタ中で最長の巻。ユディシュティラが即位し、死に瀕するビーシュマから教えを乞う。

### 1 王の義務 1-128 (1-130)
ユディシュティラがビーシュマから教えを受ける。
(1-41)
ユディシュティラは戦争の原因が自分にあることから即位を辞退していた。しかし皆から説得され、結局即位する。
(47-55)
瀕死のビーシュマを訪問して教えを受けるべきと、クリシュナがユディシュティラに勧める。
以後の12巻と13巻がビーシュマの教え
。
(56-91)   王とカーストの義務について
(92-93)   王国について
(94-103)  戦争について
(104-120) 忠臣について
(121-149) 正義について

### 2 窮迫時の法 129-167 (131-173)
(121-149) 正義について
(150-173) 罪について

### 3 解脱の法 168-353 (174-365)
解脱するための法。宗教思想としてはマハーバーラタ中でもっとも注目される部。
(174-181) 友について
(182-195) 生命について
(196-220) 魂について
(221-260) 人生について
(261-267) 死について
(268-300) 至高者について
(301-334) 解脱について
(335-365) 神について

## 13 教説の巻
引き続きビーシュマの教え。そしてビーシュマの死。

### 1 教説 1-152 (1-152)
100余の教訓短編物語集。
寂静の巻は教えをそのまま述べたが、この巻は物語の形式で教訓を述べる。

### 2 ビーシュマの昇天 153-154 (153-168)
ビーシュマの話は終わった。
戦争から58日後、ビーシュマは自分の意志で死に、天界に昇った。

## 14 馬祀の巻
罪を清め、国を統治するために馬祀祭をした。批判版ではこの巻は単一の編。

### 1 馬祀 1-96 (1-92)
ヴィヤーサが馬祀祭をすすめる。

#### アヌ・ギーター (16-92)
Ganguli版などはここを独立編とする。馬祀祭の施行まで。
(16-51)
アルジュナはバガヴァッド・ギーターを思い出せないと言い、クリシュナにもう一度要望する。それがアヌ・ギーター。
(66-70)
アビマニユとウッタラーの子パリクシットが誕生。アシュヴァッターマンの攻撃で死産かと思われたが、クリシュナが蘇生した。
(71-92)
馬祀祭の馬を１年放つ。アルジュナがあとを追い、馬が行った国々を支配下にする。１年後に戻った馬を殺して祭りをした。

## 15 陰棲の巻
ドリタラーシトラ、ガーンダーリー、クンティーらは子らの死をはかなんで陰棲。

### 1 陰棲 1-35 (1-28)
ユディシュティラは15年統治。
ドリタラーシトラら3人は陰棲のため森に去る。首相ヴィドゥラも森で断食修行して身体を捨てた。

### 2 息子と出会う 36-44 (29-36)
女たちの希望に答え、ヴィヤーサが１日だけガンジス河で死者を復活させた。

### 3 ナーラダの到着 45-47 (37-39)
陰凄した3人は山火事で死んだとナーラダ仙が報告する。サンジャヤはヒマラヤへ去った。

## 16 棍棒合戦の巻
呪いによるクリシュナらのヤドゥ族の内乱。クリシュナ死す。

### 1 棍棒合戦 1-9 (1-8)
戦争から36年後。ガーンダーリーの呪いが現実になる。サーティヤキがクリタヴァルマンを殺したのをきっかけに、ヤドゥ族の内乱、滅亡。クリシュナも踵に矢を受けて死ぬ。

## 17 偉大なる旅立ちの巻
これはマハーバーラタ中で最小の巻。5王子は国を捨てヒマラヤへ行く。

### 1 偉大なる旅立ち 1-3 (1-3)
5王子は国をアルジュナの孫パリクシットに譲り、全国を旅し、最後にヒマラヤへ行く。その経路でドラウパディーと兄弟たちは一人一人死んでいく。ユディシュティラは天国に到着。

## 18 天界の巻
一族は昇天し、この叙事詩は終わる。

### 1 昇天 1-5 (1-6)
ユディシュティラの兄弟たちは、なんと地獄にいた。
しかしそれはインドラ神の見せた幻影だった。この物語の主要登場人物は天界へ行く。

## 補巻 ハリの家系の巻
マハーバーラタの事件以外のクリシュナの経歴